# Ranson (Virginia Occidental)
Ranson es una ciudad ubicada en el condado de Jefferson en el estado estadounidense de Virginia Occidental. En el Censo de 2010 tenía una población de 4440 habitantes y una densidad poblacional de 212,82 personas por km².

## Geografía
Ranson se encuentra ubicada en las coordenadas 39°18′5″N 77°52′11″O / 39.30139, -77.86972. Según la Oficina del Censo de los Estados Unidos, Ranson tiene una superficie total de 20.86 km², de la cual 20.86 km² corresponden a tierra firme y (0.01%) 0 km² es agua.

## Demografía
Según el censo de 2010, había 4440 personas residiendo en Ranson. La densidad de población era de 212,82 hab./km². De los 4440 habitantes, Ranson estaba compuesto por el 74.28% blancos, el 14.12% eran afroamericanos, el 0.2% eran amerindios, el 1.35% eran asiáticos, el 0.14% eran isleños del Pacífico, el 5.7% eran de otras razas y el 4.21% pertenecían a dos o más razas. Del total de la población el 12.12% eran hispanos o latinos de cualquier raza.